# Marco Pláucio Hipseu
Marco Pláucio Hipseu ou Marco Pláucio Ipseu (em latim: Marcus Plautius Hypsaeus) foi um político da gente Pláucia da República Romana eleito cônsul em 125 a.C. com Marco Fúlvio Flaco. Foi o primeiro de sua gente a alcançar o consulado em mais de 200 anos.

## Consulado (125 a.C.)
Foi eleito cônsul em 125 a.C. com Marco Fúlvio Flaco e, assim com o colega, recebeu ordens de restabelecer a ordem e reprimir os conflitos contra as disposições da Lex Licinia e da Lex Sempronia. Foi citado por Cícero, que o descreve como um orador medíocre e mal versado em direito civil.